# علم الموسيقى الجديد

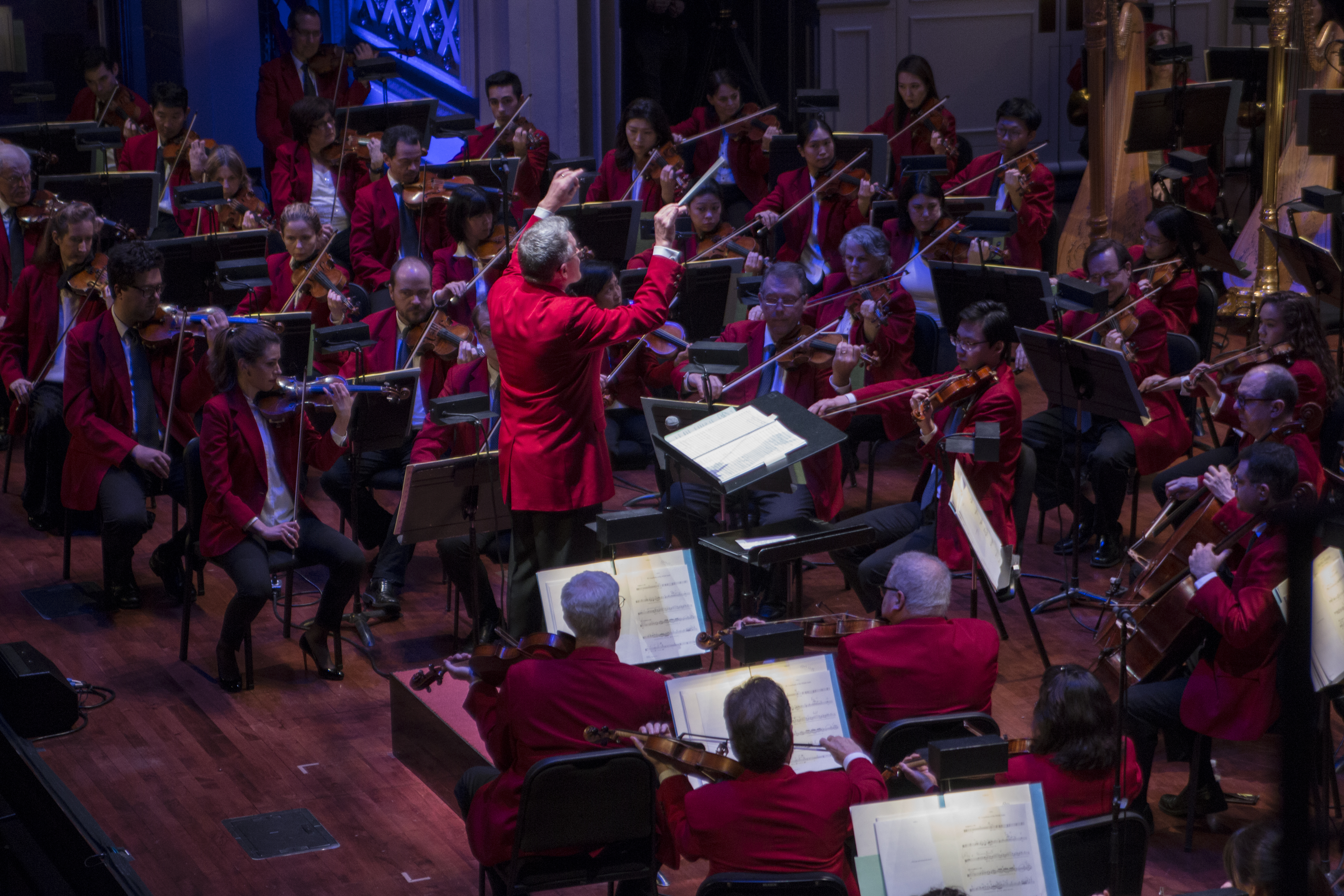
تٌعرف عالمة الموسيقى سوزان ماكلاري علم الموسيقى الجديدة على أنه وسيلة مشاركة في تكوين الشكل الاجتماعي عن طريق التأثير على طرق تصورنا لمشاعرنا وأجسامنا ورغباتنا وحتى هوياتنا

يشير مصطلح علم الموسيقى الجديد (بالإنجليزية: New musicology)‏ إلى مجموعة واسعة من دراسات الموسيقى التي ظهرت في الثمانينيات من القرن الماضي وتركّز على الدراسة الثقافية والجمالية والنقدية والتأويلية للموسيقى. بدأت هذه الاتجاهات كجزء من رد فعل ضد علم الموسيقى الوضعي التقليدي (الذي يركز على الأبحاث الأساسية) في بداية القرن العشرين وفترة ما بعد الحرب العالمية الثانية.
تعتبر العديد من إجراءات علم الموسيقى الجديد الآن أمرًا اعتياديًا، على الرغم من أن الاسم يشير في الغالب إلى وجود تحول تاريخي تشمل مجموعة من الأفكار أو المبادئ المحددة. وعلى الرغم من تأثرها بشكل ملحوظ بالنسوية ودراسات الجندر والنظرية الكويرية والدراسات ما بعد الاستعمارية والنظرية النقدية، فإن علم الموسيقى الجديد يتميز بالتنوع الواسع في منهجياته.

## التعريفات والتاريخ
يسعى علم الموسيقى الجديد إلى التشكيك في طرق البحث في علم الموسيقى التقليدي عن طريق إزاحة الوضعية، والعمل في شراكة خارجية، بما في ذلك العلوم الإنسانية والاجتماعية، ومن خلال التشكيك في المعرفة الموسيقية المقبولة. ويبحث علماء الموسيقى الجديدة عن طرق لتوظيف الأنثروبولوجيا، وعلم الاجتماع، والدراسات الثقافية، ودراسات النوع الاجتماعي، والنسوية، والتاريخ والفلسفة، في دراسة الموسيقى.
في عام 1980، نشر جوزيف كيرمان مقالة بعنوان "كيف وصلنا إلى التحليل، وكيف نخرج منه"، داعياً إلى تغيير في علم الموسيقى. وطلب "توسيعًا ومرونة جديدة في النقد الأكاديمي للموسيقى [علم الموسيقى]" (كيرمان، 1994، 30) التي تمتد إلى الخطاب الموسيقي والنظرية النقدية والتحليل. وبعبارة روز روزنجارد سوبوتنيك: "بالنسبة لي... فإن فكرة العلاقة الحميمة بين الموسيقى والمجتمع لا تعمل كهدف بعيد بل كنقطة انطلاق فورية... الهدف منها هو صياغة شيء أساسي حول سبب كون أي موسيقى معينة بالطريقة التي هي عليها بشكل خاص، أي لتحقيق نظرة داخلية على طبيعة هويتها."
تشير عالمة الموسيقى سوزان ماكلاري إلى أن علم الموسيقى الجديدة يعرف الموسيقى على أنها "وسيلة متشاركة في تكوين الشكل الاجتماعي عن طريق التأثير على طرق تصورنا لمشاعرنا وأجسامنا ورغباتنا وحتى هوياتنا، حتى لو فعلت ذلك بطريقة مخفية ودون أن يعرف معظمنا كيف يحدث ذلك" (بريت، 1994). بالنسبة للورنس كرامر، فإن الموسيقى لها معانٍ "محددة بما فيه الكفاية لدعم التفسيرات النقدية المقارنة في العمق والدقة وكثافة الصلة بالتفسيرات النصية الأدبية والممارسات الثقافية" (كرامر، 1990). وبهذا يعني أن الموسيقى تحمل معانٍ ورموزًا ومعالم يمكن فك شفرتها ودراستها بطريقة نقدية مماثلة لدراسة النصوص الأدبية والممارسات الثقافية.
علم الموسيقى الجديد يجمع بين دراسات الثقافة وتحليل الموسيقى والنقد، ويعطي أهمية أكبر لاجتماعيات الموسيقيين والمؤسسات والأنواع غير الكلاسيكية للموسيقى، بما في ذلك الموسيقى الجاز والشعبية، من علم الموسيقى التقليدي. (وأصبحت وجهة نظر مماثلة شائعة بين الموسيقولوجيين الإيثنوميوجرافيين الأمريكيين خلال الخمسينيات.) وقد دفع ذلك العديد من الموسيقولوجيين إلى استجواب وجهات النظر المتعلقة بالأصالة السابقة وإجراء تقييمات بناءً على الأساليب النقدية "المهتمة بإيجاد نوع من التوليف بين التحليل [الموسيقي] والنظر في المعنى الاجتماعي" (بيرد وجلوج، 2005، 38).
يشكك علماء الموسيقى الجديدة في عملية تشكيل مجموعة الأعمال الموسيقية الرئيسية. يقترح غاري توملينسون أن يُبحث عن المعنى في "سلسلة من السرد التاريخي المتداخل الذي يحيط بالموضوع الموسيقي" (بيرد وجلوج، 2005، 123) - أو "شبكة من الثقافة" (توملينسون، 1984). على سبيل المثال، دُرس عمل بيتهوفن من منظور جديد من خلال دراسة استقباله وتأثيره من حيث الهيمنة الذكورية، وتطوّر الحفل الموسيقي الحديث، والسياسة في عصره، وغيرها من القضايا. وروجع الاختلاف التقليدي بين بيتهوفن وشوبرت في ضوء هذه الدراسات، وخصوصاً بالإشارة إلى احتمال ميول شوبرت الجنسية (ماكلاري في بريت، 1994؛ كرامر 2003؛ ماثيو، 2012).

## العلاقة بعلم اجتماع الموسيقى
علم الموسيقى الجديد يختلف عن علم اجتماع الموسيقى الألمانية في أعمال تيودور أدورنو وماكس فيبر وإرنست بلوخ. وعلى الرغم من أن بعض علماء الموسيقى الجديدة يدعون بعض الولاء لتيودور أدورنو، إلا أن عملهم لا يشترك بشكل كبير مع مجال دراسات أدورنو الأوسع، وخاصة في ألمانيا. إذ عادةً ما يظهر علماء الموسيقى الجديدة مقاومة قوية للتقاليد الفكرية الألمانية، خاصة فيما يتعلق بنظريات الموسيقى الألمانية في القرن التاسع عشر بما في ذلك أدولف برنهارد ماركس وإدوارد هانزليك، وكذلك الشخصيات الألمانية في القرن العشرين مثل هاينريش شينكر وكارل دالهاوس.
وثمة تمييز أساسي يتعلق بالمواقف تجاه الحركة الحداثية والثقافة الشعبية. فالمقالات المؤثرة والمشهورة لسوزان ماكلاري في عام 1989 وعام 2006 تتحدثان بشكل متحيز ضد الموسيقى الحداثية. بينما يميل اجتماعيو الموسيقى الألمان إلى التحيز نحو الحداثة (ولا يخلو ذلك من انتقاد) إذ ينتقدون بشدة الموسيقى الشعبية المرتبطة بجماليات الانحياز المطلوبة من صناعة الثقافة. يصف ميتزجر "عنصرًا فاشيًا" في موسيقى الرولينج ستونز. ومن ناحية أخرى، يتداخل علماء الموسيقى الجديدة في كثير من الأحيان مع جماليات ما بعد الحداثة؛ حيث يشعر بعض الموسيقولوجيين الجديدة بالتعاطف الشديد مع الحد الأدنى للموسيقى (انظر ماكلاري 1990 و2000 وفينك 2005).

## انتقادات لعلم الموسيقى الجديد
كتب فينسنت داكلز: "مع تزايد التعددية في علم الموسيقى، اعتمد ممارسوها بشكل متزايد الأساليب والنظريات التي تعتبرها المراقبون تمييزًا للأكاديمية كما أنها غير متصلة بقيم الغالبية، ولا ترحب بالمرجعية الأدبية الغربية أو ببساطة غير مفهومة. وبشكل متناقض، جعل هذا المنهج من الصعب على الدراسات الموسيقية التقدم باتجاه الجمهور العريض في الوقت الذي دفع فيه العلماء إلى دراسة الموسيقى الشعبية التي تشكل العمود الفقري لثقافة الموسيقى الحديثة الجماهيرية."
يشمل منتقو علم الموسيقى الجديدة بيتر فان دن تورن وبشكل أقل تشارلز روزين. وبالرد على مقالة ماكلاري المبكرة (ماكلاري 1987)، يقول روزين: "إنها تقوم، مثل العديد من 'الموسيقولوجيين الجدد'، بإنشاء رجل قش لكي تهاجمه، المعتقد الذي يقول إن الموسيقى ليس لها معنى ولا أهمية سياسية أو اجتماعية. (أشك في أن أي شخص، باستثناء ربما الناقد القرن التاسع عشر هانزليك، قد صدق هذا، على الرغم من أن بعض الموسيقيين قد حُرضو على إعلان ذلك بسبب التفسيرات السخيفة للموسيقى التي يتعرضون لها)." (روزين 2000). ومع ذلك، يرى ديفيد بيرد وكينيث غلوج، اللذان كتبا في مناسبتين (2005، 2016)، أن أساليب علم الموسيقى الجديدة قد جرى استيعابه بالكامل في ممارسة علم الموسيقى الرئيسية.